# Wir haben’s geschafft
Wir haben’s geschafft ist ein deutsches Stummfilmlustspiel von Franz Hofer aus dem Jahre 1916 mit Helene Voß in der Hauptrolle.

## Handlung
Emil Wasserstrahl führt eine Agentur für „dienstbare Geister“ in vornehmen Haushalten, vor allem so genannte Küchenfeen, Köchinnen, Dienstboten und ähnliches. Die Hilfskraft Jettchen Fahrenholz ist eine „schwer Vermittelbare“, denn immer wieder landet sie nach kürzester Zeit zurück in Wasserstrahls Agentur. Als die neue Kundin Frau Strippelhuhn vorbeischaut, nimmt sie Jettchen sofort mit in ihren Haushalt. Dort findet vor allem Strippelhuhn senior Gefallen an der neuen Küchenfee, die wiederum eher ein Auge auf den ansehnlichen Junior des Hauses geworfen hat. Erwartungsgemäß schafft dies allerlei Unruhe im Hause Strippelhuhn, sodass Jettchen, „die Perle“, bald erneut hinausgeworfen wird wieder einmal in Emils Agentur landet.
Dort lernt sie eine junge Frau kennen, die händeringend eine Hilfskraft für daheim sucht. Wie sollte man auch ahnen, dass der Verlobte der neuen Chefin ausgerechnet jener Strippelhuhn junior ist, auf den Jettchen ein Auge geworfen hatte! Erwartungsgemäß geht dann schließlich auch dieses Anstellungsverhältnis rasch in die Brüche, nachdem Jettchen diesem Jüngling heftig nachgestellt hatte. Als die Hilfskraft erneut in Wasserstrahls Büro hineinschneit, hat dieser die Faxen dick und wirft Jettchen hochkant hinaus. Emil ändert aber rasch seine Einstellung gegenüber dieser Dame, als er erfährt, dass sie das sprichwörtlich große Los gezogen haben soll und macht ihr daraufhin einen Heiratsantrag. Doch leider ist das Los verschwunden, und erst nach langem Suchen findet es sich im Kehricht wieder.

## Produktionsnotizen
Wir haben’s geschafft entstand im Sommer 1916 und passierte die Zensur im September 1916. Die Uraufführung des Dreiakters war am 20. Oktober 1916 in Berlins Tauentzienpalast.

## Kritik
In Wiens Neue Kino-Rundschau heißt es: „In diesem Stücke voll urwüchsiger Komik brilliert Helene Voß als Dienstmädchen, das seiner guten Eigenschaften wegen nirgends länger als einen Tag weilt … eine Rolle, die die beliebte Darstellerin mit geradezu unnachahmlicher Spaßhaftigkeit durchführt, so daß man aus dem Lachen nicht herauskommt.“